# Vetenskapsåret 1991

## Händelser

### Astronomiochrymdfart
- 18 maj - Helen Sharman blir den första britten i rymden.
- 11 juli - En total solförmörkelse är från Jorden synlig i Stilla havet, Mellanamerika och Brasilien [1].
- 29 oktober - Galileo blir den första rymdfarkost som besöker en asteroid.
- 21 december - En partiell månförmörkelse inträffar [1].
- Okänt datum - Asteroiden 6859 Datemasamune upptäcks av Masahiro Koishikawa.
- Okänt datum -  Asteroiden 11514 Tsunenaga upptäcks.

### Geofysik
- Okänt datum - Alan Hildebrand och andra ger sitt stöd för Alvarezhypotesen för Krita/Tertiär-gränsen genom att föreslå Chicxulubkratern på Yucatánhalvön i Mexiko som nedslagskrater för den stora asteroid som 65 miljoner år tidigare skall ha kolliderat med Jorden.[2][3][4]

### Kemi
- Okänt datum -  Nanorör av kol upptäcks Sumio Iijima.

## Pristagare
- Bigsbymedaljen: Robert Stephen White [5]
- Copleymedaljen: Sydney Brenner
- Davymedaljen: Jeremy Knowles
- Göran Gustafssonpriset:
  - Molekylär biologi: Björn Vennström
  - Fysik: Carsten Peterson
  - Kemi: Bertil Andersson
  - Matematik: Arne Meurman
  - Medicin: Anders Björklund
- Ingenjörsvetenskapsakademien utdelar Stora guldmedaljen till Erik Wallenberg
- Nobelpriset:[6]
  - Fysik: Pierre-Gilles de Gennes
  - Kemi: Richard R. Ernst
  - Fysiologi/Medicin: Erwin Neher, Bert Sakmann
- Steelepriset: Armand Borel, Jean-François Treves, Eugenio Calabi
- Sylvestermedaljen: K.F. Roth
- Turingpriset - Robin Milner
- Wollastonmedaljen: Xavier Le Pichon [7]
- 3 oktober[8] - Första utdelning Ig Nobelpriset, MIT Museum vid Massachusetts Institute of Technology i Cambridge, Massachusetts

## Avlidna
- 30 januari - John Bardeen, 82, fysiker, meduppfinnare av transistorn.
- 1 mars - Edwin H. Land, 81, uppfinnare och grundare av Polaroid.

### Fotnoter
1. 1 2  Så funkar universum, James Muirden
2. ↑  Pope, Kevin O. et al. (9 maj 1991). ”Mexican site for K/T impact crater?”. Nature "351":  s. 105. http://www.nature.com/nature/journal/v351/n6322/pdf/351105a0.pdf.
3. ↑  Hildebrand, Alan R.; Penfield, Glen T.; Kring, David A.; Pilkington, Mark; Zanoguera, Antonio Camargo; Jacobsen, Stein B.; Boynton, William V. (15 maj 1991). ”Chicxulub Crater: a possible Cretaceous/Tertiary Boundary impact crater on the Yucatán Peninsula, Mexico”. Geology "19" (9):  ss. 867–871. doi:10.1130/0091-7613(1991)019<0867:CCAPCT>2.3.CO;2. http://geology.gsapubs.org/content/19/9/867.full.pdf+html.
4. ↑  Schulte, Peter et al. (15 maj 2010). ”The Chicxulub Asteroid Impact and Mass Extinction at the Cretaceous- Paleogene Boundary”. Science "327":  ss. 1214–1218. doi:10.1126/science.1177265. PMID 20203042. http://www.sciencemag.org/content/327/5970/1214.full.pdf.
5. ↑  ”Geological Society”. Arkiverad från originalet den 5 juni 2011. https://web.archive.org/web/20110605101836/http://www.geolsoc.org.uk/gsl/society/history/page753.html. Läst 13 april 2011.
6. ↑  ”Nobelpriset”. http://nobelprize.org/nobel_prizes/lists/all/index.html. Läst 10 april 2011.
7. ↑  ”Geological Society”. Arkiverad från originalet den 5 juni 2011. https://web.archive.org/web/20110605102217/http://www.geolsoc.org.uk/gsl/society/history/page750.html. Läst 14 april 2011.
8. ↑   Ig Nobel Prizes, Los Angeles Times 5 okt 1991 /web.archive.org (läst 15 maj 2025)